# Slag om Norg
Le Slag om Norg est une course cycliste néerlandaise disputée en août à Norg, dans la province de Drenthe. Il fait partie de l'UCI Europe Tour depuis 2016, d'abord en catégorie 1.2 puis en catégorie 1.1 à partir de 2017. Il est par conséquent ouvert aux UCI ProTeams (première division), aux équipes continentales professionnelles, aux équipes continentales et à des équipes nationales.

## Palmarès
| Année | Vainqueur            | Deuxième           | Troisième        |                  |
| ----- | -------------------- | ------------------ | ---------------- | ---------------- |
| 2012  | Mike Teunissen       | Emiel Dolfsma      | Tijmen Eising    |                  |
| 2013  | Gert-Jan Bosman      | Tijmen Eising      | Ramses Bekkenk   |                  |
| 2014  | Ronan van Zandbeek   | Coen Vermeltfoort  | Twan Brusselman  |                  |
| 2015  | Johim Ariesen        | Gert-Jan Bosman    | Koos Jeroen Kers |                  |
| 2016  | Fabio Jakobsen       | Twan van den Brand | Peter Schulting  |                  |
| 2017  | Gianni Vermeersch    | Jesper Asselman    | Dennis Bakker    |                  |
| 2018  | Jan-Willem van Schip | Robin Carpenter    | Rick van Breda   |                  |
| 2019  | Coen Vermeltfoort    | Thomas Stewart     | Ivar Slik        |                  |
| 2020  | annulé/abandonné     | annulé/abandonné   | annulé/abandonné | annulé/abandonné |
| 2021  | annulé/abandonné     | annulé/abandonné   | annulé/abandonné | annulé/abandonné |
| 2022  | annulé/abandonné     | annulé/abandonné   | annulé/abandonné | annulé/abandonné |
| 2023  | annulé/abandonné     | annulé/abandonné   | annulé/abandonné | annulé/abandonné |